# 島高麿
島 高麿（しま たかまろ、1791年 - 1871年2月10日）は、飯田藩のお抱え絵師。
本名は喜助。人物、花鳥を得意とし、画号は、高麿のほか、月信、高丸、考麿、国川などを用いた。幼少より画を好み、当時北宗画で谷文晁と共に「天下の二老」と称された春木南湖に師事し、飯田藩のお抱え絵師となった。南信の神社仏閣に多数の奉納額が残るなど、伊那谷画界の先駆者とされる。

## 経歴
1791年、下伊那郡明島村（現在の泰阜村明島）の島岡家に生まれる。出生名は島岡 喜助だったが、同姓同名の人物がいたことから、岡の字を除いて島姓に改めた。
1813年、南湖が飯田に半年間逗留した際に師事した。
壮年の頃、飯田扇町（現在の飯田市動物園付近）に移り住み、飯田藩主堀家のお抱え絵師となる。お抱え絵師は、藩の分限帳によると藩医に次ぐ職とされた。1834年の分限帳では、高麿と弟子の湖城喜一の二人がお抱え絵師であり、高麿は国詰めとして飯田城に勤務した。
日常は藩主贈答用の注文画のほか、城中の障壁画の新規画や補修補筆、藩主所蔵画の修理、古画の複写、奥方やお女中などの使用品の装飾、加筆、更に現在の絵葉書にあたるような名勝、旧跡などの写真画などを仰せ付かった。神社仏閣への奉納額や個人の注文による肖像画も多く描いたが、藩主お抱えという事情から署名、捺印した作品は少ないとされる。
高麿は俳句や狂歌も得意とし、当時流行した俳句のチラシの版画などが飯田市立図書館に保存されている。
主な門人には古田鷹麿、桜井峯麿、唐沢湖城（湖城喜一）がおり、その他にも年麿、重麿、貞麿、清麿などがいた。高麿は習画の際、牧谿の虎画、京都泉湧寺の双龍、狩野系の大鷲を模写させたと言われる。
1871年2月10日80歳で没し、正念寺に葬られた。法名は「国川浄彩大悟」。

## 主な作品
- 「業平東下り図他（三幅対）」[5][6]
- 「高砂尉姥図」[5][6]
- 「恵比寿大黒天」[6]
- 「養蚕之図」[5]
- 「菅原道真」
- 「地獄極楽の図」[7]
- 「北原因信畫像」[8]
- 「三国伝来之図」（元善光寺）[5]
- 「江戸柿問屋絵馬」（立石寺、1814年）[9]
- 「産湯」（挿絵、1841年）[10](pp42,44,45)
- 「種痘のすゝめ」（版画、1850年）[11] 牛に乗った子供が槍で悪病神を射止める画に、最近発明された病魔除けの種痘は確実有利な方法だから励行するように、との文を記した版画。1849年に種痘法が日本に伝わり、藩が民衆の救済目的で最新の知識を周知しようとしたチラシである。
- 「東下り」（駄科諏訪神社、1851年）[12]
- 「飯田町商人連奉納額」（白山社、1856年2月）[13]
- 「猫の俳画」（阿羅多堂、1864年5月）[13]
- 「国川画の額」（稲伏戸薬師堂、1874年9月）[14]